# S. Anitha
S. Anitha (Shanmugam Anitha, en faisant précéder son nom de son patronyme - qui n'est pas son nom de famille), née le 5 mars 2000 à Ariyalur dans un petit village Kuzhumur et morte le 1er septembre 2017 à Kuzhumur au Tamil Nadu, est une étudiante indienne, qui s'est suicidée pour s'être vu interdire de faire des études médicales à l'université, du fait de ses résultats au National Eligibility and Entrance Test (en) (le « NEET »), alors que ses notes auraient justifié qu'elle puisse y entrer. 
Elle avait en effet obtenu 1 170 sur 1 200 à l’examen final de la Terminale (12e année d’étude), reconnu par le Conseil d’État du Tamil Nadu.
Sa mort a donné lieu à une controverse de grande envergure dans l'État du Tamil Nadu, où il existe une forte opposition à l'utilisation du NEET pour l'admission aux études de médecine. S. Anitha est de ce fait devenu une « cause célèbre » en tant que victime du système.

## Les faits
Bien qu’elle eût la totalité des points en Maths et physique Anitha n’a pas pu excéder les 86 pour cent de réussite à l’examen NEET pour pouvoir obtenir une place. Cet examen du NEET (le National Eligibility and Entrance Test) fixe en effet un seuil minimum pour tout candidat désirant faire des études de médecine, minimum qui correspond au 50e centile des candidats.
C'est à ce moment-là qu'elle avait décidé de porter plainte au tribunal Apex[Quoi ?][incompréhensible] contre la mise en place de la sélection du National Eligibility and Entrance Test (en) pour les études médicales.
La famille de cette jeune étudiante affirme qu’elle avait refusé la demande d’étude aéronautique à l’institut de technologie de Madras, afin de pouvoir réaliser son but, devenir médecin.
Elle s'est ensuite suicidée, créant une controverse majeure au Tamil Nadu, où le test national d'éligibilité et d’entrée (NEET, la sélection) pour l’affectation d’études médicales, s’y opposait.
Elle est devenue une célèbre victime du système éducationnelle indien,,,,,,.

## Biographie
Anitha était née dans une famille pauvre dans un petit village Kuzhumur (rural) au Tamil Nadu. Son père travaillait en tant qu’ouvrier salarié et sa mère était morte quand elle était jeune. Anitha a été élevée par sa grand-mère, elle vivait dans une maison qui n’avait même pas de toilettes. Elle effectua un parcours dans un établissement tamil (programme) - elle a toujours été parmi les premier-es - Anitha était la seule dans sa région à réussir sa terminale (12e année) avec 100 % de réussite en maths et physique. Cette étudiante rêvait d’être médecin, mais la sélection forme une barrière infranchissable aux souhaits de nombreux étudiants pauvres, les cours de prépas nécessaires à la réussite de l’examen NEET étant effectivement très coûteux. Le tribunal de grande instance a annulé les 85 % de places réservés initialement pour les étudiants ayant obtenu des notes reconnus par le conseil d’État du Tamil nadu. Nirmala Sitharaman, ministre syndical au Tamil Nadu, a donné de faux espoirs aux étudiants. Le gouvernement du Tamil Nadu avait promis la dispensation du NEET mais à la suite du refus de la dispensation du NEET par le gouvernement central de l’Inde, la cour suprême a annulé la demande du gouvernement du Tamil Nadu.

## Manifestations
Il y a eu des manifestations partout dans le Tamil Nadu contre le National Eligibility and Entrance Test (en) après la mort de S. Anitah. La famille de S. Anitha a refusé les propositions d'indemnisation financière du gouvernement du Tamil Nadu,,.
L'importance des manifestations qui ont eu lieu a amené la Cour suprême de l'Inde à demander au gouvernement du Tamil Nadu de rétablir l'ordre en mettant fin à ces manifestations.